# Der Mensch und die Technik
Der Mensch und die Technik. Beitrag zu einer Philosophie des Lebens ist eine philosophische Schrift von Oswald Spengler. Sie erschien 1931 im Verlag C. H. Beck in München.
Dem Buch ging ein Vortrag über Kultur und Technik voraus, den Spengler am 6. Mai 1931 im Deutschen Museum München hielt.

## Voraussetzungen
Der Mensch und die Technik ist keine bloße Reflexion über die Stellung technischer Verfahren in der modernen Welt oder deren kulturbedingte Kritik. Spengler versucht vielmehr zu zeigen, dass die Technik der Gegenwart aus einem tief im abendländischen Denken verwurzelten, faustischen Lebensimpuls mit Notwendigkeit hervorgeht und zusammen mit ebendiesem Impuls untergehen wird.

## Technik als Lebenstaktik

### Wesen der Technik
Spengler bezeichnet es als verfehlt, eine ‚wahre Kultur’ aus Bildung, Tradition und humanistischen Werten streng von der Sphäre der Wirklichkeit, Staat, Wirtschaft und Politik abzuscheiden.
Im Zeichen der Fortschrittsideologie gilt, so Spengler, Technik als Mittel zum Zweck des menschlichen Glücks (des Nichtstuns und der angenehmen Lebensführung). Für solche Zustände ist der Mensch jedoch nicht geschaffen; sie würden „bei auch nur teilweiser Verwirklichung zu massenhaftem Mord und Selbstmord führen“.
Das Wesen der Technik erschließt sich jedoch nicht in der Verengung auf die neuzeitliche Maschinenwelt. Technik ist vielmehr eine Lebenstaktik, die weit in die Menschengeschichte zurückreicht und sogar bei den Tieren anzutreffen ist. Die freie Beweglichkeit in der Natur forderte zur Entwicklung spezieller ‚Instrumente’ der Bewältigung des Lebens heraus.

### Verfahren im Lebenskampf
Technik ist für Spengler kein ‚Erzeugnis’, kein Produkt, sondern – dynamisch – ein Verfahren. Es dient letzten Endes dem Krieg: Im stets kämpfenden Leben führt ein direkter „Weg vom Urkrieg früher Tiere zu den Verfahren der modernen Erfinder und Ingenieure, und ebenso von der Urwaffe, der List, zur Konstruktion der Maschine, mit welcher der heutige Krieg gegen die Natur durchgeführt, die Natur überlistet wird.“
Spenglers Meinung nähert sich in diesem Punkt stark den damals virulenten sozialdarwinistischen Theorien an. Allerdings ist zu berücksichtigen, dass Spengler mit dem ‚Krieg’ keineswegs ausschließlich den konkreten Waffengang meint, sondern eine allgemeine Disposition des Lebens zum Kämpfen, die sich auch in anderen Formen (Erfindungsgeist, Wettstreit) äußern kann. Der Ersatz der brutalen Gewalt durch geistigere Mittel dämpft den immerwährenden Lebenskampf jedoch nicht herab, da beides, Leben und Kämpfen, identisch ist: „Dieser Kampf ist das Leben, und zwar im Sinne Nietzsches als ein Kampf aus dem Willen zur Macht, grausam, unerbittlich, ein Kampf ohne Gnade.“

### Technik, Leben, Schicksal
Die Weltgeschichte ist nicht der Ort des Glücklichseins. Die Menschen erleben vielmehr einen „jähe(n) Aufstieg und Fall von wenigen Jahrtausenden, etwas ganz Belangloses im Schicksal der Erde, aber für uns, die wir da hineingeboren sind, von tragischer Größe und Gewalt.“
Spengler meint, dass der Mensch des 20. Jahrhunderts sehenden Auges das Unvermeidliche vollzieht: Den Abstieg der Kultur und damit ihrer Technik. Wir können uns das Schicksal des Hineingeworfenseins ins Weltgeschehen nicht aussuchen oder durch fälschende optimistische Trugbilder verhehlen.

## Pflanzenfresser und Raubtiere

### Beutemachen als Lebensprinzip
Die Lebenstaktiken pflanzenfressender Tiere unterscheiden sich von denen der Raubtiere (zu denen Spengler auch den Menschen zählt). Zum Wesen der letzteren zählt das Beutemachen, ein Maximum an Freiheit und damit die Notwendigkeit, sich ‚selbstverantwortlich’ kämpfend zu behaupten oder unterzugehen. Beutetiere sind ihrem Wesen nach defensiv, Raubtiere offensiv.
Daher gibt es Spengler zufolge auch eine ‚Ethik’ der Pflanzenfresser und eine der Raubtiere. Nietzsches Unterscheidung zwischen Herrenmoral und Sklavenmoral dürfte diese Ansicht nicht unmaßgeblich beeinflusst haben. Zumal Spengler gar noch folgert: Raubtiere handeln (und Menschen denken) in Kategorien von Macht und Sieg, (…) Stolz und Haß. Noch der heutige Mensch hat Lust am Morden:
„Unter dem gewaltigen Eindruck der freien, bewußten Einzeltat, die sich aus dem gleichförmigen, triebhaften, massenhaften »Tun der Gattung« heraushebt, hat sich nun die eigentliche Menschenseele gestaltet, sehr einsam selbst im Vergleich zu anderen Raubtierseelen …, dem unbändigen Machtgefühl in der tatgewohnten Faust, jedermanns Feind, tötend, hassend, zu Sieg oder Sterben entschlossen. Diese Seele ist tiefer und leidenvoller als die irgendeines Tieres. Sie steht in unversöhnlichem Gegensatz zur gesamten Welt, von der sie durch ihr eigenes Schöpfertum getrennt ist. Es ist die Seele eines Empörers.“
„Der früheste Mensch horstet einsam wie ein Raubvogel. Wenn sich auch einige »Familien« zu einem Rudel zusammentun, so geschieht das in losester Form. Noch ist von Stämmen keine Rede, geschweige denn von Völkern. Das Rudel ist eine zufällige Sammlung von ein paar Männern, die sich gerade einmal nicht bekämpfen, mit ihren Weibern und deren Kindern, ohne Gemeingefühl, in vollkommener Freiheit, kein »Wir« wie eine Herde von bloßen Gattungsexemplaren.“
„Die Seele dieser starken Einsamen ist durch und durch kriegerisch, mißtrauisch, eifersüchtig auf die eigene Macht und Beute. Sie kennt das Pathos nicht nur des »Ich«, sondern auch des »Mein«. Sie kennt den Rausch des Gefühls, wenn das Messer in den feindlichen Leib schneidet, wenn Blutgeruch und Stöhnen zu den triumphierenden Sinnen dringen.“
„Jeder wirkliche »Mann« noch in den Städten später Kulturen fühlt zuweilen die schlafende Glut dieses Urseelentums in sich. Nichts von der jämmerlichen Feststellung, daß irgend etwas »nützlich« ist, daß es »Arbeit erspart«. Noch weniger von den zahnlosen Gefühlen des Mitleids, der Versöhnung, der Sehnsucht nach Ruhe. Dafür aber der volle Stolz darauf, weithin seiner Stärke und seines Glücks wegen gefürchtet, bewundert, gehaßt zu sein, und der Drang nach Rache an allem, seien es lebende Wesen oder Dinge, was diesen Stolz auch nur durch sein Dasein verletzt.“

### Spezialisierung der Technik
Dennoch besteht ein großer Unterschied zwischen den Techniken des Menschen und der aller anderen Tiere. Tierische Technik ist gattungsbedingt, nicht individuell, also auch nicht lernbar und entwicklungsfähig. Menschliche Technik aber nimmt Anteil an seiner Kultur.
Spengler beschreibt in diesem Sinne die Entwicklung von der Entstehung des Menschen und seiner frühesten technischen Werkzeuge (menschliche Hand, dann Sprechen und Unternehmen) bis zum Kulturmenschen der zurückliegenden Jahrtausende. Spenglers Beschreibungen der Frühzeit entsprechen allerdings nicht in allen Punkten heutigen Erkenntnissen. (Aussagen wie: „Seitdem Menschenskelette auftauchen, ist der Mensch so, wie er heute ist“ oder „Den ‚Neandertaler’ sieht man in jeder Volksversammlung“ halten der paläoanthropologischen Überprüfung nicht stand.)
Sinn der Menschentechnik ist die Befreiung vom Gattungszwang und die Emanzipation von den natürlichen Verhältnissen. Die menschliche Seele „schreitet fort in wachsender Entfremdung gegenüber der ganzen Natur.“ Hier beginnt sich, so Spengler, Kunst als Gegenbegriff zur Natur zu etablieren.

## Umschlagen in Vernichtung

### Technik im Sozialverband
Der Machtwille des Menschen greift auch zur Konstituierung größerer Verbände, Organisationen, schließlich zum Staat: „Das Raubtier Mensch will seine Überlegenheit bewußt steigern, weit über die Grenzen seiner Körperkraft hinaus. Es opfert seinem Willen zu größerer Macht einen wichtigen Zug gerade seines Lebens.“ Im Sozialverband gibt er persönliche Freiheit um der Steigerung des Machtgefühls willen preis. So gerät das Problem der Technik in den Bannkreis der Kultur.
Es gibt auch im Bereich der Technik, wie in der Natur, Befehlende und Gehorchende: Unternehmende, Ingenieure, Erfinder auf der einen, bloße Teilhaber (oder Handlanger) des technischen Fortschritts auf der anderen Seite. Spengler spricht auch – für heutiges Empfinden etwas unangenehm – von den „Untermenschen der Großstädte, Marxisten, Literaten“, allerdings ohne damit eine biologische Minderrasse zu meinen.

### Faustische Maschinenkultur
Ruhe, Glück, Genuss sind gerade bei den Herrenvölkern nicht das höchste Ziel der Technik. Nicht einmal die Minderung von Arbeit zählt zu den Zielen ihrer Entfaltung. Allein der Triumph über die Natur und über Andere ist es, der ständig zu neuen Höchstleistungen Veranlassung gibt. So ist gerade die westeuropäisch-amerikanische Kultur, nach Spengler eine „faustische Kultur“, der Technik verfallen.
Der „faustische Wille zur Macht“ hat sich mithilfe der Maschinentechnik den gesamten Erdball unterworfen. Als Wikinger, die Westeuropäer innerlich im Grunde nach wie vor sind, betreiben sie das Beutemachen in ungeheuerlichem Stile. Das ureigene Terrain des seelischen Fühlens ist die Unendlichkeit. Das gilt auch für die Expansion der Technik und die Ausbeutung des Planeten.

### Selbstzerstörung
Der technische Machtwille kümmert sich nicht um die Folgen. Das Leben wird immer künstlicher. Auch die seelische Spannung zwischen den Verfügenden und dem Rest der Bevölkerung wächst gefährlich an. Spengler beschreibt diesen Prozess als Entfremdung, nicht unähnlich dem marxistischen Theorem des Auseinanderklaffens von Produktivkräften und Produktionsverhältnissen.
Nicht allein die Entfremdung in der Massenwelt der Industrien, sondern auch das unausweichliche Schicksal des Vergehens schließt die Tragödie der technischen Entwicklung des Abendlandes ab.

## Ökologisches Desaster
Die faustische Technik wendet sich schließlich gegen ihren Schöpfer: „Der Herr der Welt wird zum Sklaven der Maschine.“

### Ausplünderung des Globus
Dringlicher als je stellt sich im 20. Jahrhundert die Rohstofffrage. (Sie betraf zu Spenglers Zeit noch vorwiegend die Kohlevorkommen.) Um der Sicherung von Rohstoffen willen müssen ständig erweiterte Verkehrsverbindungen generiert, Kolonien in Abhängigkeit gehalten, Militärbudgets finanziert werden.
Damit zeitigt die ausufernde Technik lebensfeindliche Konsequenzen: „In wenigen Jahrzehnten sind die meisten großen Wälder verschwunden, in Zeitungspapier verwandelt worden und damit Veränderungen des Klimas eingetreten, welche die Landwirtschaft ganzer Bevölkerungen bedrohen; (…) Alles Organische erliegt der um sich greifenden Organisation. Eine künstliche Welt durchsetzt und vergiftet die natürliche.“

### Verrat an der Technik
Es hieße Spenglers Auffassungen allerdings missverstehen, wollte man aus ihnen eine Mahnung zu ‚mehr Umweltbewusstsein’ herauslesen. Denn Spengler ist von der schicksalhaften Unausweichlichkeit des technischen und ökologischen Zusammenbruchs überzeugt.
Selbst die katastrophalen Folgen des entfesselten Maschinenkultes können kein Umdenken herbeiführen. Die faustische Technik wird zusammen mit der abendländischen Kultur untergehen. Spengler glaubt sogar, dass sich die fremden Völker westliche Technologien zu eigen machen und mit ihrer Hilfe einen Wirtschaftskrieg gegen den Westen selbst entfesseln werden.
Also ruft Spengler zur Standhaftigkeit auf und geißelt den (schon zu seiner Zeit um sich greifenden) Überdruss an der modernen Industrie als „Verrat an der Technik“.
Erst die Hingabe Spenglers an den Schicksalsgedanken macht verständlich, weshalb er den Weg in die Katastrophe nicht aufhalten will. Im Grunde geht es ihm um einen Abgang von der Weltbühne in Würde:
„Wir sind in diese Zeit geboren und müssen tapfer den Weg zu Ende gehen, der uns bestimmt ist. Es gibt keinen andern. Auf dem verlorenen Posten ausharren ohne Hoffnung, ohne Rettung, ist Pflicht. Ausharren wie jener römische Soldat, dessen Gebeine man vor einem Tor in Pompeji gefunden hat, der starb, weil man beim Ausbruch des Vesuv vergessen hatte, ihn abzulösen. Das ist Größe, das heißt Rasse haben. Dieses ehrliche Ende ist das einzige, das man dem Menschen nicht nehmen kann.“